# Хвильова теорія світла
Хвильова теорія світла (англ. Wave theory of light) -― гіпотеза про те, що «сутність світла, це хвиля яка поширюється в деякому середовищі».

## Огляд
Захищається Гюйгенсом[уточнити]. У власній книзі «Обговорення світла», опублікованій 1690 року, він розмірковував про властивості світла, такі як хвилі, та дифракція, і підсумовував ці властивості в один принцип, названий принципом Гюйгенса. У тій же книзі Гюйгенс продовжив, що якщо світло — хвиля, то має існувати якесь середовище, яке його поширює, і запропонував в якості цього середовища речовину, звану ефіром. Незабаром після цього була запропонована корпускулярна теорія світла Ньютона, і ці теорії стали суперечливими.
1723 року, Джакомо Філіппо Маралді відкрив явище, яке можна було пояснити лише за допомогою хвильової теорії. Це явище було названо плямою Араго, оскільки воно було повторно перевірено Франсуа Араго приблизно з 1811 по 1816 рік на початку XIX століття, і це було одним з чинників, що підкріплюють хвильову теорію.
Пізніше, приблизно 1805 року, Юнг провів дослід з інтерференції світла, названий Дослідом Юнга, а приблизно 1835 року, Френель доповнив принцип Гюйгенса, зробивши висновок, що світло є поляризованою поперечною хвилею. На додаток до цього, хвильову теорію було майже підтверджено Гюйгенсом в 1850 році і Фізо 1851 року, який незалежно підтвердив той факт, що швидкість світла в повітрі є вищою швидкості світла у воді. Крім того, ефект Фарадея, відкритий ним 1845 року в ході його власних експериментів, показав, що на світло діють електромагнітні поля, та згодом була оприлюднена стаття Максвелла 1865 року з електромагнетизму «Сила електромагнітних полів». Рівняння, узагальнені в «Науковій теорії», припускають, що світло, це вид електромагнітної хвилі. Дослід, проведений Герцем 1888 року, показав, що електромагнітні хвилі також мають такі-ж властивості, як і світло: відбиття, заломлення, інтерференція та поляризація, і що світло здається, є різновидом електромагнітної хвилі.

## Електромагнітні хвилі
Якщо це хвиля, яке її середовище? З рівнянь Максвелла — швидкість постійна, але яка відносна різниця між спостерігачами, що рухаються один повз одного? Поки згодом не з'явився Ейнштейн, обговорювались (як велика загадка щодо цього питання) різні теорії. В якості однієї з таких загадок 1887 року, був проведений дослід Майкельсона-Морлі для вивчення явища, очікуваного від так званого «ефірного вітру». У цьому досліді не було отримано жодних підсумків, які б суттєво показали ефірний вітер. У 1905 році, в статті Ейнштейна зі спеціальної теорії відносності «Про електродинаміку рухомих об'єктів» показано, що швидкість світла незмінна для будь-якого (відносного) спостерігача. Існування «ефіру, що є стандартом швидкості світла», стало непотрібним розглядати.
З іншого боку, «фотонна гіпотеза» того ж Ейнштейна є добрим поясненням деяких загадкових явищ фотоефекту, і було накопичено багато дослідних результатів, які повинні були підтвердити хвилі. Це призвело до нового розвитку, який було-б можна назвати відродженням теорії частинок. Квантова механіка прийшла до висновку, що фотони, які стали називати «квантами», мають поєднаність частинок і хвиль … Крім того, в сучасній фізиці середовище поширення розглядається як «поле».
З розвитком квантової механіки затвердилася ідея Луї де Бройля про корпускулярно-хвильовий дуалізм, за якою світло має, водночас, хвильові властивості, чим пояснюється його здатність до дифракції та інтерференції, та корпускулярні властивості, чим пояснюється його поглинання та випромінювання квантами.